# Theix
Theix (en bretó Teiz) és un municipi francès, situat a la regió de Bretanya, al departament d'Ar Mor-Bihan. L'any 2006 tenia 6.613 habitants. Limita amb els municipis de Séné, Gwened, Saint-Nolff, Treffléan, Sulniac, Lauzach, La Trinité-Surzur, Surzur i Noyalo. A l'inici del curs 2007 el 24,6% dels alumnes del municipi eren matriculats a la primària bilingüe. El consell municipal ha aprovat la carta Ya d'ar brezhoneg.

## Demografia
| Evolució de la població De les viles de Cassini a les comunes d'avui i INSEE |      |       |       |       |       |       |       |       |
| 1793                                                                         | 1800 | 1806  | 1821  | 1831  | 1836  | 1841  | 1846  | 1851  |
| 2 233                                                                        | 2624 | 2 305 | 2 565 | 2 715 | 2 623 | 2 565 | 2 590 | 2 633 |

| 1856  | 1861  | 1866  | 1872  | 1876  | 1881  | 1886  | 1891  | 1896  |
| ----- | ----- | ----- | ----- | ----- | ----- | ----- | ----- | ----- |
| 2 574 | 2 585 | 2 558 | 2 507 | 2 551 | 2 562 | 2 538 | 2 576 | 2 584 |

| 1901  | 1906  | 1911  | 1921  | 1926  | 1931  | 1936  | 1946  | 1954  |
| ----- | ----- | ----- | ----- | ----- | ----- | ----- | ----- | ----- |
| 2 582 | 2 580 | 2 555 | 2 249 | 2 105 | 2 063 | 1 926 | 1 907 | 1 886 |

| 1962  | 1968  | 1975  | 1982  | 1990  | 1999  | 2006 | 2011 | 2016 |
| ----- | ----- | ----- | ----- | ----- | ----- | ---- | ---- | ---- |
| 1 758 | 1 808 | 2 154 | 3 521 | 4 435 | 5 029 | -    | -    | -    |

| 2019 | - | - | - | - | - | - | - | - |
| ---- | - | - | - | - | - | - | - | - |
| -    | - | - | - | - | - | - | - | - |

## Administració
| Període   | Identitat         | Partit |
| --------- | ----------------- | ------ |
| 1947-1971 | Joseph Le Digabel |        |
| 1971-1983 | Pierre Dosse      |        |
| 1983-2008 | Joseph Oillic     | UMP    |
| 2008-     | Yves Questel      |        |